# Neoempheria cotyla
Neoempheria cotyla är en tvåvingeart som beskrevs av Mitsuhiro Sasakawa 2005. Neoempheria cotyla ingår i släktet Neoempheria och familjen svampmyggor. Inga underarter finns listade i Catalogue of Life.